# Александрит
Александри́т — природная разновидность минерала хризоберилла (BeAl2O4) с примесью хрома. Впервые описан в 1842 году. Отличается от прочих, как правило, желтовато-зелёных хризобериллов тем, что обладает сильным плеохроизмом. Назван в честь российского императора Александра II.

## Свойства
Кристаллы александрита способны менять оттенки окраски в зависимости от освещения: от тёмной сине-зелёной, голубовато-зелёной, тёмной травяно-зелёной, оливково-зелёной при дневном свете до розово-малиновой или красно-фиолетовой, пурпурной при вечернем или искусственном свете. «Александритовый эффект» вызван особенностями строения кристаллической решётки минерала и определённым положением в ней хромофорных ионов трёхвалентного хрома. Некоторые александриты обладают эффектом «кошачьего глаза» — опалесценцией. Такие драгоценные камни называются «цимофанами».

## История
Минерал александрит был открыт финским минералогом, членом-корреспондентом Петербургской Академии наук Нильсом Норденшёльдом (1792—1866). 17 апреля 1834 года среди образцов, вероятно, полученных от Л. Перовского, он нашёл странный по цвету камень. Сначала, наблюдая густой зелёный цвет и низкие показатели преломления, Норденшёльд решил, что это не вполне чистый изумруд. Однако при измерении твёрдости камня были получены неожиданно высокие значения: 8,5 вместо 7,5 (обычной для изумруда). Не имея возможности закончить диагностику на месте, в полевых условиях, финский минералог положил странный камень в карман, решив изучить образец на досуге. Случай представился только поздним вечером. Норденшёльд вынул камень и решил как следует рассмотреть его при зажжённых свечах. Однако в руках у финского учёного вместо зелёного камня был ярко-красный кристалл. Так был открыт александрит, названный в честь будущего императора Александра II, праздновавшего именно в этот день своё совершеннолетие.:39 Описан им в 1842 году.
Согласно другой версии, впервые александрит был найден на изумрудном прииске на реке Токовой в окрестностях Екатеринбурга в 1833 году, он был описан как изумруд Я. В. Коковиным (обер-гиттенфервальтер Екатеринбургской гранильной фабрики) и отправлен в Санкт-Петербург. Свойства нового минерала были изучены Львом Алексеевичем Перовским (1792—1856), бывшим в то время министром уделов. Смущённый повышенной твёрдостью «изумруда», Перовский также отметил и изменение цвета. Изначально Перовский планировал назвать новый минерал «диафанит» (от др.-греч. διαφανής — «блестящий, яркий»), однако, воспользовавшись благоприятным моментом отличиться перед императорской фамилией, преподнёс минерал к совершеннолетию (16-летию) Александра (будущего Императора Всеросс., Александра II) 17 апреля 1834 года. Также, по одной из версий, название камня произошло от имени Александры Снежной Поступи — девушки из известной в местных краях легенде. Описание минерала под названием александрит (разновидность хризоберилла, меняющего цвет) впервые было опубликовано в 1842 году.
Уникальная друза александрита, состоящая из 22 кристаллов, была найдена в 1840 году на Урале. Масса её 5,38 кг. Хранится в Минералогическом музее имени А. Е. Ферсмана.
Поскольку редкие драгоценные камни с именем царя отражали национальные цвета роскоши (зелёный и красный), то александриты сразу получили признание элиты. Колье, серьги с александритом и прочие ювелирные украшения носили лишь придворные дамы да жёны иностранных дипломатов. В связи с необычайной редкостью и дороговизной, позволить себе купить александрит или украшения с александритом могла лишь только знать. Николай Лесков писал об александрите:

…Редкость этого камня ещё более увеличилась от двух причин: 1) от укоренившегося между искателями камней поверья, что, где обозначился александрит, так уже напрасно искать изумруд, и 2) от того, что копи, где доставали лучшие экземпляры камня Александра II, — залило водою прорвавшейся реки. Таким образом, прошу заметить, что александрит очень редко можно встретить у ювелиров русских, а иностранные ювелиры и гранильщики, как говорит М. И. Пыляев, «знают о нём только понаслышке».
— Николай Лесков
Опираясь прежде всего на «патриотическое» название камня, а также и на тот факт, что единственное его месторождение находилось на Урале, александрит широко разрекламировали и провозгласили «истинно русским камнем». Однако к концу XX века александриты постепенно утратили патриотический блеск. Их месторождения были последовательно найдены в Бразилии, Южной Африке, на Мадагаскаре и в Шри-Ланке.
Самый большой русский александрит весит около 30 каратов. С конца XIX века известна крупная друза александритов, описанная академиком Н. И. Кокшаровым. Она имеет размеры 20 на 15 сантиметров и состоит из чётко огранённых, хотя и несколько мутноватых природных кристаллов. Долгое время друза хранилась в Ферсмановском музее (г. Санкт-Петербург):39. Пожалуй, лучше всего этот минерал описан в одноимённой повести Николая Лескова. Её герой, гранильщик Венцель совершенно потерял голову, внезапно обнаружив на пальце своего заказчика перстень с александритом:

— Сыны мои! Чехи! Скорей! Смотрите, вот-вот тот вещий русский камень, о котором я вам говорил! Коварный сибиряк! Он всё был зелен, как надежда, а к вечеру весь облился кровью. От первозданья он таков, но он всё прятался, лежал в земле и позволил найти себя… когда пошёл его искать в Сибири большой колдун, волшебник.
— Вы говорите пустяки, — перебил я. — Этот камень нашёл не волшебник, а учёный — Норденшильд.
— Колдун! Я говорю вам — колдун, — закричал громко Венцель. — Смотрите, что за камень! В нём зелёное утро и кровавый вечер…
— Николай Лесков, «Александрит»
Между тем, александрит — далеко не единственный камень, который из зелёного (при дневном и солнечном освещении) становится красным (при освещении искусственном). Таким же образом ведут себя и некоторые гранаты, содержащие (аналогично александриту) примесь оксида хрома, а также отдельные образцы зелёных полихроидных сапфиров:40.

## Месторождения
Месторождение в поселке Малышева (Малышевское месторождение ранее принадлежавшее АО «Изумрудные копи Урала»)— самое крупное коренное месторождение изумрудов в Европе и единственное в России. В год предприятие перерабатывает 93,7 тысячи тонн породы. Ежедневно добывается до полутора килограммов изумрудов, 30 килограммов бериллов, 100 граммов александритов.
Наряду с Россией, важным поставщиком александритов на мировой рынок цветных драгоценных камней является Шри-Ланка, где александриты содержатся в россыпных месторождениях с другой разновидностью хризоберилла — «кошачьим глазом».
Месторождение александритов в Бразилии было открыто в середине 1980-х годов в штате Минас-Жерайс в районе Hematita, которое в течение всего трёх месяцев с апреля по июнь 1987 года было практически полностью выработано. В дальнейшем находки александритов носили эпизодический характер.
В число новых стран-поставщиков александрита на мировой рынок вошли Танзания и Мадагаскар. Здесь александриты встречаются в районах добычи рубинов и сапфиров. В целом александриты африканских месторождений характеризуются невысокой контрастностью смены цветов.

## Искусственные кристаллы
Во второй половине XX века были предприняты многочисленные попытки получения искусственного александрита, некоторые из которых оказались успешными. Так, в Новосибирске удалось вырастить кристаллы александрита, аналогично природным изменяющие окраску в зависимости от освещения. Опыты проводились по методу Чохральского при температуре почти в 2500 кельвинов. Размеры выращенных кристаллов и их форма в целом зависит от местоположения и ориентирования затравки. Меньше чем за неделю удавалось синтезировать достаточно длинные прозрачные «сосульки» александрита длиной до 12 и диаметром до 3 сантиметров:180.
Американские учёные из лаборатории «Белл» (Bell) попытались получить искусственные александриты другим методом: поляризацией раствора расплавленных солей. Полученные образцы кристаллов достигали в длину почти четырёх с половиной сантиметров: своеобразный рекорд, хотя и уступающий новосибирским кристаллам.
Иногда в ювелирных магазинах можно встретить камни, которые в зависимости от освещения меняют окраску от пурпурно-синей до розовой. Их тоже называют александритами, однако эти камни к александриту не имеют никакого отношения — кристаллы, выращенные в печи Вернейля, состоят в основном из окислов алюминия и ванадия. Иначе говоря, это окрашенные искусственные корунды:183—184. Многие природные сапфиры (так называемые «цветные», обладающие фантазийной окраской) также имеют свойство менять цвет в зависимости от спектра освещения. В некоторых образцах (особенно, в сиреневых и фиолетовых) игра этих минералов напоминает александриты.

## Огранка и стоимость
Ювелирные изделия с александритом практически всегда изготавливались только под заказ. Стоимость александрита варьируется от 5000 до 37 000 USD за карат. При этом, цена александрита зависит от их цвета, чистоты и веса. 
Отметим, что природный александрит — весьма небольшой камень, и огранённая вставка редко превышает вес в 1 карат. Наиболее распространённые огранки для александрита — ступенчатая или бриллиантовая каплеобразная; «кошачий глаз»[что?] обрабатывается в виде кабошона.
Примечательно и то, что большинство золотых ювелирных изделий с александритом, изготовленных на рубеже XVIII—XIX веков, было переплавлено. В этом смысле, любые антикварные изделия с александритом встречаются чрезвычайно редко. Стоимость таких изделий зачастую определяется лишь результатом аукциона. 

## Символы и поверья
В России александрит считался камнем одиночества и печали. Женщине после смерти близкого человека носить украшение с александритом следовало только в паре. В 1881 году после убийства царя камень вошёл в моду, причём с александритом следовало надевать два бриллианта, что являлось олицетворением самого Александра II и его основных деяний — отмены крепостного права и учреждения нового судопроизводства. А во время войны, когда на женщин обрушился поток похоронок, за александритом прочно закрепилось название «вдовий камень».